# 大阪府立東百舌鳥高等学校
大阪府立東百舌鳥高等学校（おおさかふりつ ひがしもず こうとうがっこう、英: HIGASHIMOZU High School）は、大阪府堺市中区にある公立の高等学校。

## 概要
1971年（昭和46年）誕生の黒田革新府政が、高校入試で「十五の春は泣かせない」政策として、大幅に府立高校を新設。1973年度だけで開校13校が計画され各自治体が地元誘致運動を進める中、103番目の府立高校として1976年に開校した。現在、中区で唯一の府立高校。
当初の校名は、府立の学校の慣例（立地の地名から命名）により、校地のある土塔町（泉北郡の旧深井村大字土塔新田）から“大阪府立土塔高等学校”案や、同じく堺市に編入された旧3村（西百舌鳥村・中百舌鳥村・東百舌鳥村）の総称としての「百舌鳥（モズ）」に由来して“大阪府立百舌鳥高等学校”案が候補になっていた。
一方で、地元に縁のある校名を地元自治会が強く要望していたため、府と協議の結果「大阪府立東百舌鳥高等学校」と命名された（校地は深井村だが、東側は東百舌鳥村）。
教育理念として「自他敬愛」を掲げている。教育課程は全日制課程で普通科だが、2年生から4コースに分かれる。

## 沿革
- 1975年（昭和50年） - 3月13日、大阪府立第103高等学校（仮称）建設予算が大阪府議会で議決[7]。4月1日、開校準備事務を開始[8]。6月16日、第一期工事地鎮祭を行う（この日を創立記念日とする）
- 1976年 - 1月1日、「大阪府立東百舌鳥高等学校」設置（初代校長に藤澤純[7]）。4月1日、開校（第一期生540名）
- 1977年 - 8月31日、体育館竣工。9月30日、プール竣工
- 2011年（平成23年） - 大阪府教育委員会使える英語プロジェクト事業でイングリッシュフロンティアハイスクールズに指定（G1グレード、2013年度まで[9]）

## 基礎データ

### アクセス
- 南海泉北線深井駅 1.6キロメートル

### 象徴
- 校章 - 百舌鳥をイメージしている。
- 制服 - ブレザースタイルで、青・ピンク・白色のシャツ、ベストを組み合わせる（式典など公式行事で白色シャツ着用）。女子もスラックスがある[10]。

## 部活動
- ダンス部 - 夏の『日本高校ダンス部選手権』全国大会で、2012年（平成24年）から9年連続出場している[11][12]。2014年、2016年、2019年優秀賞を受賞。2019年（令和元年）11月2日・3日放送の『FNS27時間テレビ にほんのスポーツは強いっ!』に出演[13]。
- 写真部 - 全国高等学校総合文化祭（2014年）で奨励賞[要出典]。

## 学校施設
校舎は、半世紀前の開校時の建設、旧耐震基準の既存不適格のままであり震度6強の揺れで倒壊の恐れがある。このため2010年（平成22年）度から改修を行った。

## 高校関係者と組織

### 関連団体
- 大阪府立東百舌鳥高等学校同窓会 - 同窓会。固有の団体名は無し。

### 出身者
- 阪口夢穂 - 女子サッカー選手
- 田島哲康 - 株式会社サカイ引越センター代表取締役社長
- 松本穂香 - 女優
- 森田哲矢 - お笑い芸人「さらば青春の光」
- 安田昌玄 - 元オリックス・バファローズトレーニングコーチ
- 吉田たち - お笑い芸人